# (18156) Kamisaibara
(18156) Kamisaibara est un astéroïde de la ceinture principale.

## Description
(18156) Kamisaibara est un astéroïde de la ceinture principale. Il fut découvert le 3 août 2000 au Bisei Spaceguard Center par le programme BATTeRS. Il présente une orbite caractérisée par un demi-grand axe de 3,01 UA, une excentricité de 0,02 et une inclinaison de 9,1° par rapport à l'écliptique.

## Compléments